# Ponts de Ribes de Freser
Els ponts de Ribes de Freser són els ponts del municipi de Ribes de Freser (Ripollès). Almenys dos d'aquests ponts formen part de l'Inventari del Patrimoni Arquitectònic de Catalunya.

## Pont de Ribes
El Pont de Ribes és una obra inventariada. És un pont sobre el riu Rigard, afluent del riu Freser. A la vila hi ha dos ponts que quasi es toquen, l'un dona pas a la carretera, l'altre comunica amb la part central del poble.

## Pont de Coma
El Pont de Coma és un pont inventariat. És un pont sobre el Segadell, afluent del Freser. Creua el riu per donar accés a les cases i els prats de la vora esquerra del Segadell.